# Oberelvenich
Oberelvenich is een plaats in de Duitse gemeente Zülpich, deelstaat Noordrijn-Westfalen, en telt 240 inwoners (2006).